# Tài Nguyên (gạo)
Gạo Tài Nguyên là loại gạo được xát trắng từ giống lúa mùa Tài Nguyên có nguồn gốc rất lâu đời ở Việt Nam. Thập niên 80 lúa Tài Nguyên có hai dòng: Tài Nguyên trong và Tài Nguyên đục. Sau một thời gian các nhà khoa học lai tạo ra giống lúa Tài Nguyên lùn, nhưng chất lượng và phẩm chất thấp nên không được thị trường chấp nhận và đến nay gần như không thấy trên thị trường.
Vào những năm 1980 - 2000 lúa Tài Nguyên chủ yếu được trồng ở bốn vùng: Long An, Sóc Trăng, Bạc Liêu và Cà Mau. Qua những năm đầu thế kỷ XXI Việt Nam vươn lên dẫn đầu về xuất khẩu lúa gạo, nông dân vùng Long An bỏ dần diện tích lúa Tài Nguyên chuyển sản xuất gạo nguyên liệu phục vụ nhu cầu xuất khẩu, cùng với việc nhà nước đầu tư đê bao chống lũ thì đến nay diện tích lúa Tài Nguyên tại vùng Long An còn rất ít. Bên cạnh đó nông dân vùng Cà Mau chủ yếu trồng Tài Nguyên Trong - cho cơm cứng hơn nên bán không có giá vì thế diện tích mất dần. Đến nay vùng nguyên liệu lúa Tài Nguyên cung cấp cho cả nước chủ yếu là vùng Bạc Liêu và Sóc Trăng. Nông dân hai vùng này chủ yếu trồng loại gạo Tài Nguyên Đục. Tiến sĩ Huỳnh Minh Hoàng, Phó giám đốc Sở Khoa học Công nghệ Bạc Liêu – người chủ công trong việc tìm kiếm thương hiệu cho hạt gạo Tài Nguyên Vĩnh Lợi cho biết: "Từ năm 2004 chúng tôi đã kết hợp với Viện Lúa Đồng bằng Sông Cửu Long để phục tráng giống lúa mùa Tài Nguyên của Vĩnh Lợi, theo đó tỷ lệ gạo có hạt đục (hạt lựu bên trong) lên đến 80% nên cho chất lượng cơm dẻo ngon khi lúa thu hoạch dưới 3 tháng, nhưng giá trị càng tăng khi lúa để cũ trên 3 tháng - cho cơm xốp và rất mềm.
Theo Phòng Nông nghiệp và Phát triển nông thôn huyện Vĩnh Lợi, Bạc Liêu, người dân sản xuất giống lúa Tài Nguyên ổn định trên 9.000 ha. Riêng tại Thạnh Trị, Sóc Trăng, diện tích vùng nguyên liệu Tài Nguyên vào khoảng 6.500 ha/năm. Năng suất đạt trung bình 7 tấn/ha.
Lúa Tài Nguyên là giống lúa mùa 6 tháng được canh tác vụ đông xuân. Đây là loại lúa mùa có tính kháng bệnh cao ít sử dụng phân thuốc. Giống lúa này chủ yếu được tiêu thụ tại thị trường nội địa.
Tuy nhiên, tại thị trường gạo nội địa, hầu hết Gạo Tài Nguyên đều được thương lái gắn cho cái tên là Tài Nguyên Long An. Sở dĩ như thế là do trước đây khi vùng Long An còn trồng lúa Tài Nguyên nên hình thành những nhà máy chuyên chà lúa Tài Nguyên. Khi vùng Long An không còn trồng nhiều lúa này các nhà máy đặt thương lái về vùng Bạc Liêu và Sóc Trăng thu mua lúa nguyên liệu về xay xát và ra thị trường với tên gạo Tài Nguyên Long An.